# کیلب سوانیگان
کیلب سوانیگان (انگلیسی: Caleb Swanigan; ۱۸ آوریل ۱۹۹۷ – ۲۰ ژوئن ۲۰۲۲) بازیکن بسکتبال اهل ایالات متحده آمریکا بود.
از باشگاه‌هایی که در آن بازی کرده‌است می‌توان به ساکرامنتو کینگز و پورتلند تریل بلیزرز اشاره کرد.
وی در مسابقات کشوری و بین‌المللی در مجموع برندهٔ ۲ مدال طلا شده‌است.